# Mahagnao
Der Mahagnao (auch Kasiboi oder Casiboi) ist ein 860 m hoher Schichtvulkan im Zentrum der Insel Leyte auf den Philippinen.
Das Gestein des bewaldeten Vulkans wird als Andesit klassifiziert. Der steile Krater des Berges ist nach Süden geöffnet. Zwei Seen, der Malagsom und der Danao, liegen an der Südflanke des Berges. Der Malagsom ist mit saurem grünem Wasser gefüllt. Der Danao hingegen ist mit Süßwasser gefüllt, an seinem Südufer finden sich jedoch heiße Quellen. Ein Ausbruch des Mahagnao wird aus dem Jahre 1895 berichtet, es sind jedoch keine näheren Informationen über diese Aktivität des Vulkans bekannt.
Um den Mahagnao wurde am 3. Februar 1998 zum Naturpark Mahagnao Volcano Natural Park, auf einer Fläche von 6,35 km², erklärt. Der Leyte Mountain Trail führt vom Naturpark zum 40 Kilometer entfernten Danao-See, über das Hochland auf der Insel Leyte.